# 英国国際モーターショー
英国国際モーターショー（British International Motor Show ）は、イギリスで開催される国際自動車工業連合会認定の自動車展示会。
2004年まではバーミンガムで開催されていたが、2006年からロンドンのドックランズ地区に移ったため、「ロンドンモーターショー」とも呼ばれる。

## 2006年
ロンドン・ドックランド地区にあるエクセル・エキシビジョンセンターで2006年7月18日から7月30日まで開催。「Dock Rock」というロック・フェスティバルも併せて開催された。

### 出展車種
- ボクスホール・コルサ（3&5ドア）
- マツダ・MX-5ロードスター・クーペ
- ランドローバー・フリーランダー2/LR2
- BMW・M6コンバーチブル
- クライスラー・セブリング
- セアト・レオン・クプラ
- ホンダ・シビック　3ドアハッチバック
- スマート・フォーツーEV
- キア・Cセグメントモデル（コードネーム"ED"）

### Dock Rock
- 7月19日 - a-ha
- 7月20日 - ヴァン・モリソン
- 7月21日 - UB40
- 7月22日 - ロキシー・ミュージック
- 7月24日 - シンプル・マインズ
- 7月26日 - キャサリン・ジェンキンスとワシントン・ナショナル交響楽団
- 7月27日 - ジュールズ・ホランド・アンド・ヒズ・リズム＆ブルース・オーケストラ

## 2008年
2008年の英国国際モーターショーは、エクセル・エキシビションセンターで2008年7月23日から8月3日まで開催された。
この年の英国国際モーターショーを一言で言い表せば「充電完了」、最新の電気自動車のショーケースだった。
新発表された自動車は、
- アルファロメオ・ミト
- フォード・フォーカスRS
- ロータス・エヴォーラ
- マストレッタ MXT[3]
- 日産・キャッシュカイ+2
- フォード・フィエスタ ECOnetic
- ボクスホール・インシグニア

## 2010年
世界金融危機に端を発する景気後退のため中止。

## 2012年
前回に続き中止。
英国自動車工業会（SMMT）によると、英国モーターショーの開催が近年の新車の販売に結びついていないことや、自動車メーカーの広告宣伝費の縮小を理由に上げている。